# 瑞銀體育館
瑞銀體育館（英語：UBS Arena）是一座位於紐約州埃蒙特貝爾蒙特公園的綜合體育館。它於2021年啟用，取代拿索體育館成為NHL紐約島人的主場。

## 知名活動

### 演唱會
2021年11月28日，英國歌手哈利·史泰爾斯在這裡舉辦了首場公開演唱會 。
2022年9月1日，韓國男子流行音樂團體SEVENTEEN在這裡舉辦了第三次世界巡迴演唱會 《SEVENTEEN WORLD TOUR 'BE THE SUN'》。
2023年7月8日，香港歌手張敬軒在這裡舉辦了《The Next 20 HINS CHEUNG LIVE AROUND THE WORLD 張敬軒巡迴演唱會．美國紐約站》，是首位華人歌手於此場地舉辦演唱會。
2024年4月13日，香港男團MIRROR在這裡舉辦了《MIRROR FEEL THE PASSION CONCERT TOUR 2024。 
2024年5月3日，韓國男子流行音樂團體ENHYPEN在這裡舉辦了第二次世界巡迴演唱會《ENHYPEN WORLD TOUR 'FATE PLUS'》

## 外部連結
- 官方网站